# Ross Johnson (cầu thủ bóng đá người Anh)
Ross Johnson (sinh ngày 2 tháng 1 năm 1976) là một cựu cầu thủ bóng đá người Anh chủ yếu thi đấu ở vị trí hậu vệ. Ông từng thi đấu ở Football League cho Brighton & Hove Albion và Colchester United.